# Stephanos von Siunien
tʢStephanos von Siunien (Step‛anos Siwnec‛i) (* um 685 in Dvin; † 735) war ein armenischer Schriftsteller und Bischof der Armenischen Apostolischen Kirche.
Der Sohn eines verheirateten Priesters wurde am Katholikat in Dvin ausgebildet und sodann Mönch im Kloster Mak‛enoc‛. Vor 717 kehrte er nach Dvin zurück, wo er als theologischer Lehrer wirkte. Er unternahm vielleicht ein oder zwei Auslandsreisen (Konstantinopel; Rom?) und wurde bald nach 728 durch Katholikos Dawit‛ Aramonec‛i (728–741) zum Bischof von Siunien (Siwnik‛) bestellt. Eine von ihm wiederholt streng getadelte Dirne soll ihn 735 getötet haben. Sein Grab wurde im Kloster T'anahatic' verehrt. Eine von Mxit‛ar Ayrivanec‛i (13. Jh.) verfasste hagiographische Lebensbeschreibung des Stephanos ist ungedruckt.
Stephanos verfasste exegetische Kommentare und liturgische Lieder. Auch einige theologische Werke werden ihm zugeschrieben. Ein Traktat über die liturgischen Tagzeiten des Armenischen Ritus, darunter den Wortgottesdienst der Messfeier, ist in verschiedenen Rezensionen überliefert, deren Urfassung Stephanos in zeitlicher Nähe zur Synode von Dvin 719 erstellt haben wird. Ihm nahe steht eine Erklärung der armenischen Kirchweihe-Liturgie.